# ناحیه شیکلوش
ناحیهٔ شیکلوش (به مجاری:  Siklósi járás) یک ناحیه در مجارستان است که در بارانیا واقع شده‌است و ۶۵۲٫۹۹ کیلومتر مربع مساحت و ۳۵٬۹۲۹ نفر جمعیت دارد.